# Juliet Berto
Juliet Berto, pseudônimo de Annie Lucienne Marie Louise Jamet (Grenoble, 16 de janeiro de 1947 — Breux-Jouy, 10 de janeiro de 1990) foi uma atriz e diretora francesa.

## Biografia
Foi revelada pelo grande diretor francês Jean-Luc Godard em 1966, no filme La chinoise (A Chinesa), no qual representava o desespero dos vietnamitas diante dos bombardeios norte-americanos. Foi uma das musas da nouvelle vague, a escola de cinema liderada por Godard.
Intelectual ligada às correntes feministas, Juliet Berto foi durante algum tempo a companhia inseparável do cineasta brasileiro Glauber Rocha, e com ele fez vídeos e filmes em super 8 na Europa.Em 1975 foi protagonista do filme Claro dirigido pelo próprio  Glauber Rocha seu companheiro na época.
Como diretora, ela realizou três filmes: Neige, em 1981; Cap Canaille, em 1983; e Le Havre, em 1986, que dedicou a Glauber Rocha.
Morreu de câncer, dias antes de completar 43 anos.

## Filmografia
- Conversa Acabada (1981)